# 藏族 (臺灣)
藏族，是指移居至臺灣或出生於該地的藏族，人口相當稀少，屬於外省裔或新住民，亦稱臺灣藏族，部分為來臺弘法的喇嘛。

## 相關法規
- 《蒙藏學生升學優待辦法》[3]

## 知名人物

### 中華民國大陸時期
- 覺安慈仁：中國國民黨黨員，第一屆立法委員（僑選補選）、蒙藏委員會委員（任期：1993 - 2017年）
- 丹增當卻
- 土丹桑布
- 索康·旺钦格勒
- 絳巴阿汪
- 甲馬倉·桑培
- 邦达饶嘎

### 中華民國台灣時期
- 慈誠羅珠堪布
- 札西慈仁（英语：Tashi Tsering (tibetologist)）：西藏台湾人权连线理事长
- 蔡瑞雪：臺灣Youtuber[註 1]